# Linia kolejowa Pisa – Firenze
Linia kolejowa Leopolda – linia kolejowa zbudowana w latach 40 XIX w, łącząca miasta Toskanii: Florencję, Pizę i Livorno przez Empoli. Ma długość 101 km i jest w pełni zelektryfikowana napięciem 3000 V prądu stałego. Ruch pasażerski jest zarządzany przez Trenitalia.